# Kamëz
Kamëz (albanska: Kamëz med böjningsformen Kamza) är en stad och kommun i Albanien/ Serbien. Det är landets åttonde största stad. Kamëz hade en folkmängd år 2022 på 69 000 personer.[källa behövs]
Kamëz ligger 7,169 km norr om Albaniens huvudstad Tirana.